# Morganovi
Morganovi (Did You Hear About the Morgans?) je americká filmová romantická komedie z roku 2009 režiséra Marca Lawrence. Hlavní role Paula a Meryl Morganových, newyorských manželů žijících právě odděleně, kteří se stanou svědky vraždy a musí být zařazeni do programu na ochranu svědků, ztvárnili Hugh Grant a Sarah Jessica Parker.

## Děj
Úspěšný pár z Manhattanu, právník Paul Morgan a realitní agentka Meryl Morganová, žije odděleně kvůli Paulově nevěře. Jsou ale nuceni spolu trávit čas poté, co se stanou svědky vraždy a stanou se rovněž terčem nájemného vraha.
V rámci programu na ochranu svědků jsou Morganovi přesunuti ze svého milovaného New Yorku do malého městečka Ray ve Wyomingu, kde se jich dočasně ujmou Wheelerovi. Nyní užívají příjmení Fosterovi a Meryl je sestřenicí Claye Wheelera, za nímž přijela na návštěvu. Během pobytu v Rayi se Paul pokouší zachránit manželství. Když je Paul téměř napaden medvědem, Meryl ho omylem postříká sprejem na obranu proti medvědům a musí společně k místnímu lékaři. Tam Meryl neodolá a zavolá své asistentce do New Yorku. Jejím prostřednictvím získá nájemný vrah telefonní číslo lékaře a zjistí tak, kde se Morganovi nacházejí.
Paul a Meryl jdou společně na rande do místní restaurace, aby zachránili svoje manželství, ale Paul je zklamaný, když zjistí, že během jejich odloučení se Meryl vyspala s jiným. Druhý den Morganovi očekávají odjezd z Raye. Wheelerovi je pozvou na rodeo, ale Morganovi se tam kvůli hádce nevydají. Do města ale již dorazil i vrah, který je nalezne u Wheelerových doma o samotě. Začne po nich střílet, ale jim se podaří ujet na koni na rodeo. Tam se schovají do kostýmu býka a nečekaně je napadne skutečný býk. Bezbranní čelí vrahovi, ale zachrání je Wheelerovi a jejich ostatní noví přátelé z města.
O šest měsíců později jsou Paul a Meryl stále svoji a právě adoptovali malou holčičku z Číny, již pojmenují Rae po Rayi ve Wyomingu. Meryl také čeká jejich vlastní dítě.

## Obsazení
| Hugh Grant           | Paul Michael Morgan    |
| Sarah Jessica Parker | Meryl Judith Morganová |
| Sam Elliott          | Clay Wheeler           |
| Mary Steenburgen     | Emma Wheelerová        |
| Elisabeth Mossová    | Jackie Drake           |
| Wilford Brimley      | Earl Granger           |
| Dana Ivey            | Trish Pingerová        |
| Sharon Wilkins       | agent King             |
| Steven Boyer         | agent Ferber           |
| Kevin Brown          | agent Henderson        |
| Seth Gilliam         | agent Lasky            |
| Kim Shaw             | sestra Kelly           |
| David Call           | Doc D. Simmons         |
| Beth Fowler          | Ma Simmonsová          |
| Jesse Liebman        | Adam Feller            |
| Mandy Jo Moore       | tanečnice              |
| Gracie Bea Lawrence  | Lucy Grangerová        |

## Výroba
Natáčení probíhalo 25 dní v květnu a červnu 2009 v New Yorku a v Novém Mexiku ve městech Santa Fe a v Roy, ačkoli se příběh odehrává ve Wyomingu.

## Ohlas
Film získal převážně negativní hodnocení. Server Rotten Tomatoes na základě 116 kritických hodnocení uvádí, že 12% z nich je kladných, čímž film získává rating 3,4/10. Server Metacritic dává snímku 26 bodů ze 100 na základě 25 hodnocení kritiků. Uživatelé Česko-Slovenské filmové databáze hodnotí snímek průměrně na 47%.